# تاتيانا خميروفا
تاتيانا خميروفا (الروسية: Хмырова, Татьяна Евгеньевна) مواليد 6 فبراير 1990 في فولغوغراد، الجمهورية الروسية السوفيتية الاتحادية الاشتراكية، الاتحاد السوفيتي، هي لاعبة كرة يد روسية. مثلت منتخب روسيا لكرة اليد للسيدات. شاركت في دورة الألعاب الأولمبية الصيفية سنة 2012. حققت المركز الأول في بطولة العالم لكرة اليد للسيدات 2009.

## سجل المنافسة
شاركت في البطولات التالية:
- الألعاب الأولمبية الصيفية 2012
- بطولة العالم لكرة اليد للسيدات 2011
- بطولة العالم لكرة اليد للسيدات 2015
- بطولة أوروبا لكرة اليد للسيدات 2012

## الميداليات
| الميدالية | المسابقة                            |
| --------- | ----------------------------------- |
| ذهبية     | بطولة العالم لكرة اليد للسيدات 2009 |
| برونزية   | بطولة أوروبا لكرة اليد للسيدات 2008 |

## روابط خارجية
- تاتيانا خميروفا على موقع الاتحاد الأوروبي لكرة اليد (الإنجليزية)
- تاتيانا خميروفا على موقع أوليمبيديا (الإنجليزية)